# Ewa Krogulec
Ewa Lena Krogulec – polska geolog, specjalizująca się w hydrogeologii. Profesor Uniwersytetu Warszawskiego. Prorektor Uniwersytetu Warszawskiego ds. rozwoju w kadencjach 2020–2024 i 2024–2028.

## Życiorys
Absolwentka Wydziału Geologii Uniwersytetu Warszawskiego. W 1995 doktoryzowała się, a w 2005 habilitowała na UW w zakresie geologii. W 2018 uzyskała tytuł naukowy profesora.
Pełniła liczne funkcje na uczelni. Była m.in. zastępczynią dyrektora Instytutu Hydrogeologii i Geologii Inżynierskiej, przez dwie kadencje pełniła funkcję prodziekana Wydziału Geologii. Z kolei w latach 2012–2020 była dziekanem Wydziału. Kieruje Katedrą Hydrogeologii i Geofizyki. Prorektor UW ds. rozwoju w kadencjach 2020–2024 i 2024–2028. Wypromowała troje doktorów.
Zastępczyni Przewodniczącego Wydział III Nauk Ścisłych i Nauk o Ziemi – Komitetu Nauk Geologicznych PAN. Przewodnicząca Komisji Dokumentacji Hydrogeologicznej. Członkini Komisji Gospodarki Wodnej PAN. Członkini Zespołu Interdyscyplinarny do spraw Programu Wspierania Infrastruktury Badawczej w ramach Funduszu Nauki i Technologii Polskiej przy Ministrze Nauki i Szkolnictwa Wyższego. Członkini Rady Naukowej Kampinoskiego Parku Narodowego oraz Rady Ochrony Przyrody województwa mazowieckiego.